# 北达资源中学
北达资源中学是北大资源集团申办，北京大学附属中学承办的一所民办中学，成立于1998年4月，位于北京大学西门对面的畅春园内，校址原为北京大学第二附属中学。
北达资源中学于2019年4月改称为北大附中实验学校。2022年7月，北大附中实验学校并入北大附中初中部，转为公立学校。